# First Air
Pour les articles homonymes, voir FAB.

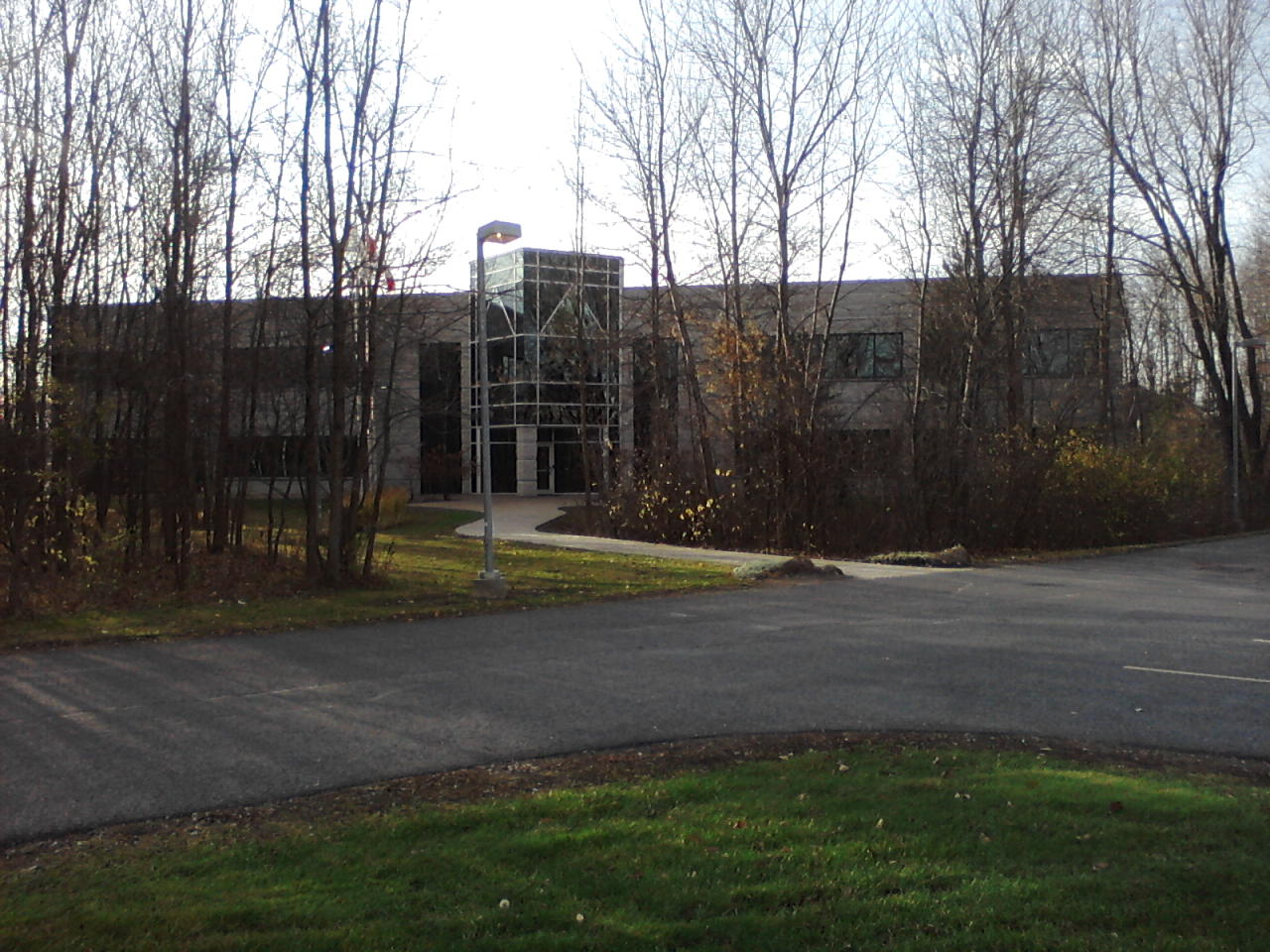
Siège de First Air

Bradley Air Services Limited, compagnie aérienne qui opère sous le nom de First Air (code AITA : 7F ; code OACI: FAB), est une compagnie aérienne basée à Kanata, Ontario, Canada. Elle effectue des vols régionaux réguliers ainsi que des vols charters pour les communautés nordiques du Québec, de l'Ontario, du Manitoba, de l'Alberta, du Yukon, du Nunavut et des Territoires du Nord-Ouest. Sa base principale est située à l’aéroport international Macdonald-Cartier d’Ottawa où ses installations comprennent un large hangar qui sert également pour les besoins de maintenance des aéronefs. La compagnie est également implantée à l'aéroport d’Iqaluit ainsi qu’à l'aéroport de Yellowknife.

## Histoire

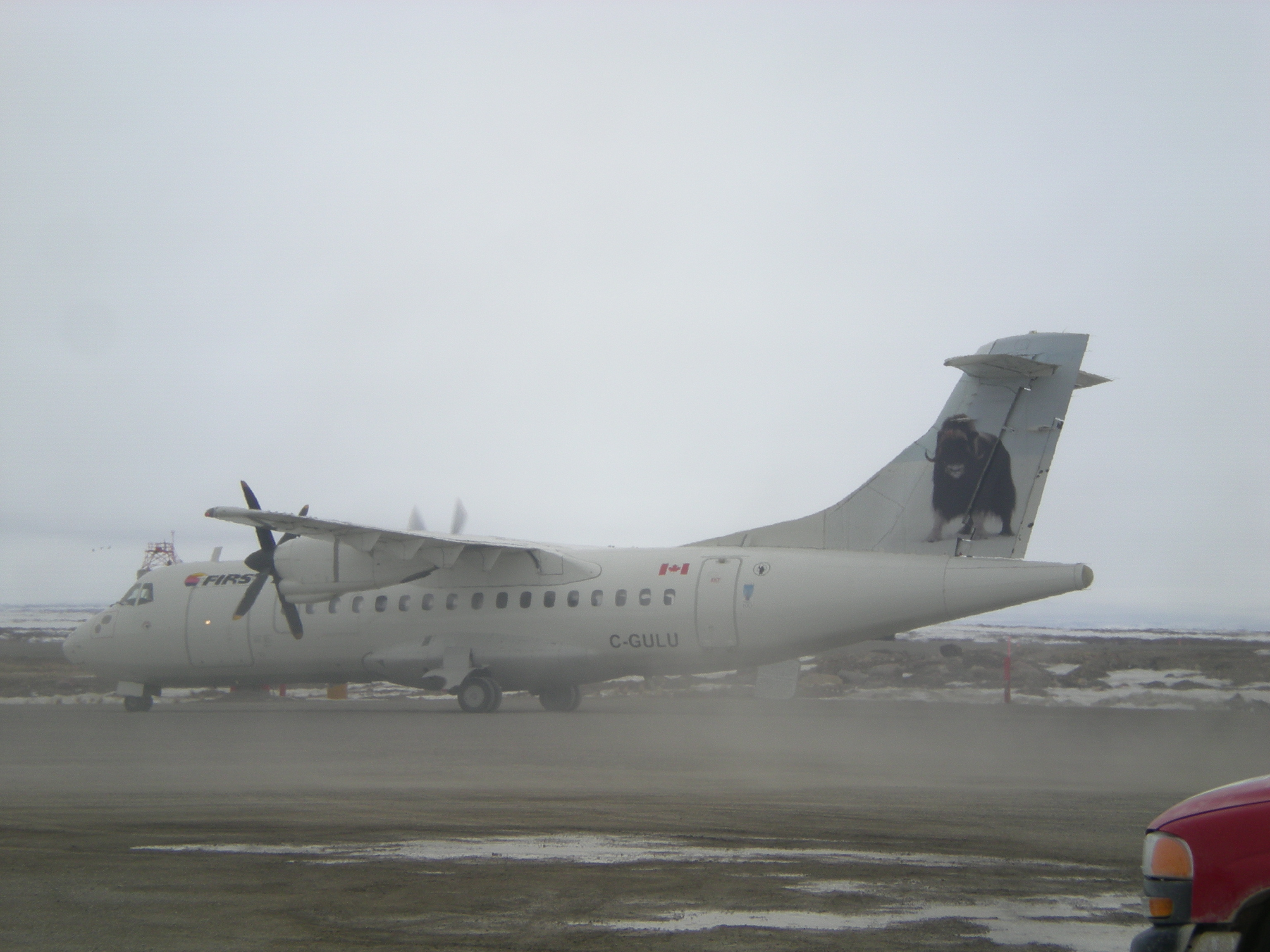
Un ATR 42 à l'aéroport de Cambridge Bay, aux nouvelles couleurs.

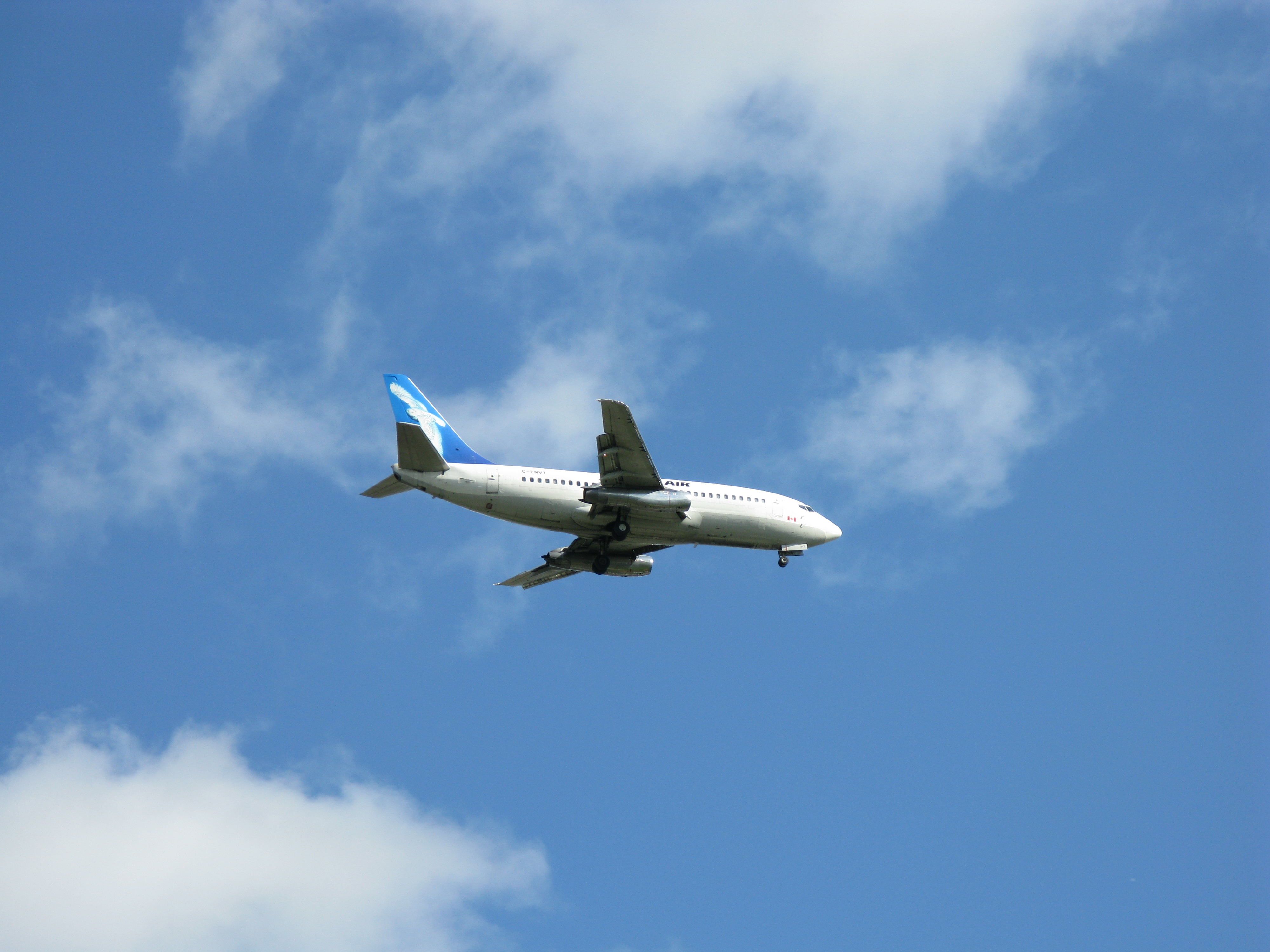
Un Boeing 737-200 de First Air en approche finale pour l'aéroport international Pierre-Elliott-Trudeau de Montréal.

Cette compagnie aérienne a été fondée par un des pionniers de l’aviation canadienne, Russel Bradley. Il a fondé Bradley Air Services en 1946 et la compagnie porte toujours ce nom, même si elle opère sous le nom commercial First Air. Quelques années plus tard, en 1973, First Air offre des vols réguliers entre Ottawa et North Bay en Ontario en utilisant un appareil d’une capacité de huit places. Par la suite, First Air s’est doté d’autres bases à Edmonton, Winnipeg, Montréal et Ottawa. La société aérienne offre des vols dans plusieurs communautés du Nord du Canada, que ce soit au Nunavik, au Nunavut ainsi que dans les Territoires du Nord-Ouest.
En 1990, les Inuit du Nunavik au Québec ont acheté la compagnie par le biais de leur compagnie de gestion, la Société Makivik.
En 1995, First Air s’est porté acquéreur de la compagnie Ptarmigan Airways, avant de se porter acquéreur de Northwest Territorial Airways, dans le but d’élargir sa gamme de services. Ces deux sociétés ont été fusionnées avec First Air. Par ailleurs, en 2011, First Air a célébré ses 65 années d’existence.
En août 2008, le président de la compagnie, Bob Davis, est congédié et remplacé par Scott Bateman. Davis était le président de la compagnie depuis 1997.
En juin 2009, dans le cadre du renouvellement de sa flotte, First Air reçoit son premier aéronef bi-couloir, un Boeing 767-200 configuré pour recevoir exclusivement du fret. À la suite de l’introduction de cet aéronef, First Air a retiré les deux derniers Boeing 727-200 de sa flotte. Ceux-ci sont maintenant entreposés à l'aéroport de Trois-Rivières.
En février 2011, First Air et Qikiqtaaluk Corporation ont créé une nouvelle compagnie aérienne, Qikiqtani First Aviation, qui opère dans la région de Qikiqtani.
En mars 2011, le dernier Hawker Siddeley HS.748 a lui aussi été retiré de la flotte. Il a été remplacé par deux ATR 72.
En décembre 2011, Scott Bateman a démissionné de son poste de président de la compagnie. Il a été aussitôt remplacé par Brock Friesen.

## Destinations

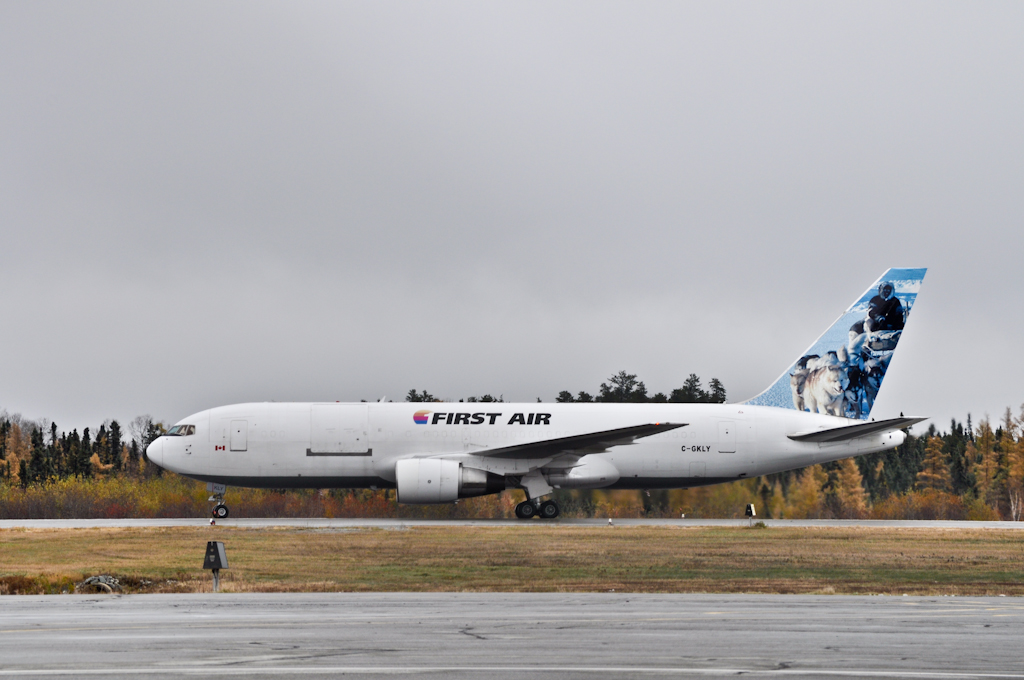
Un Boeing 767 de First Air circulant sur la piste à l'aéroport de Val-d'Or.

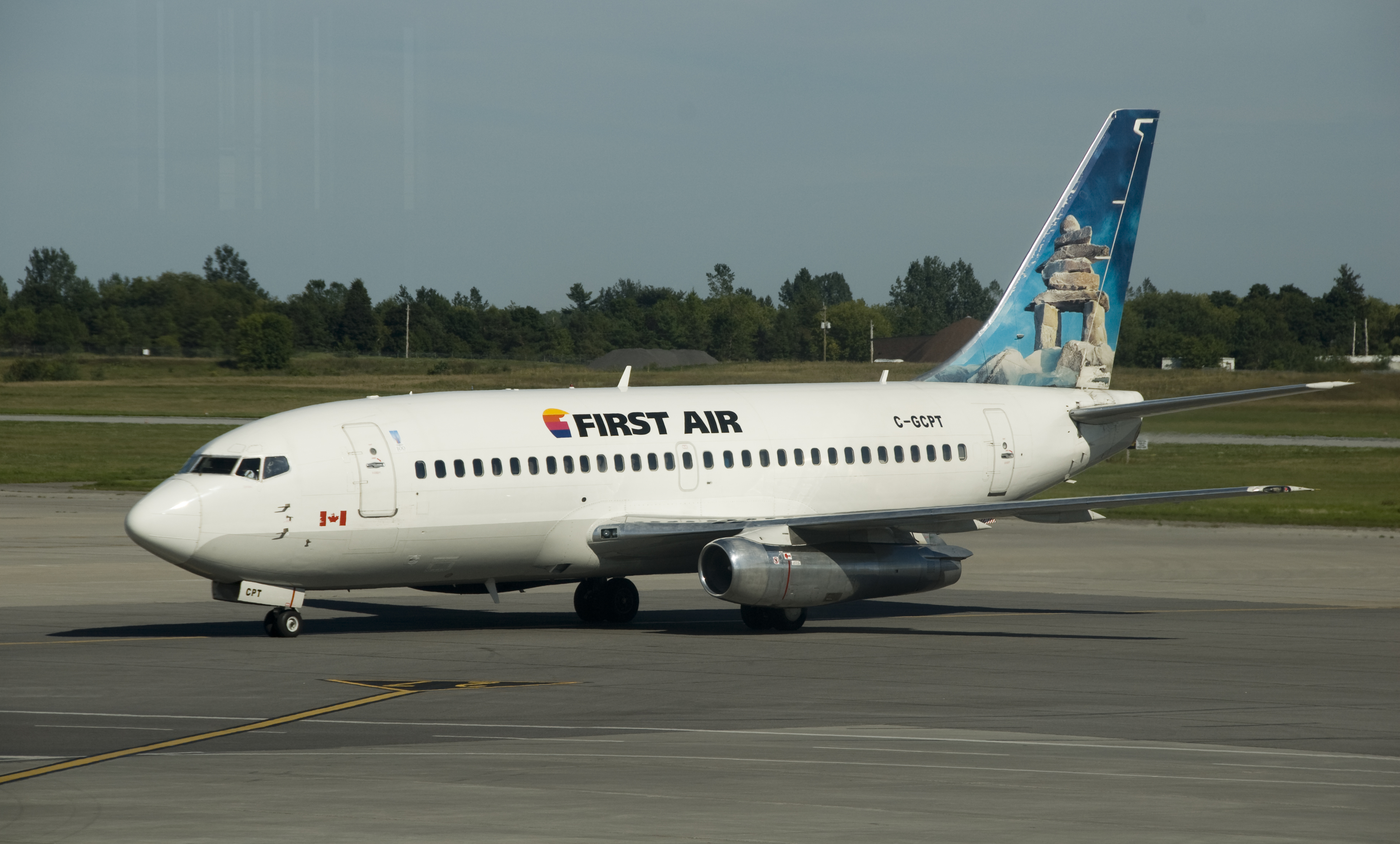
Un Boeing 737-200 de First Air à l'Aéroport d'Ottawa

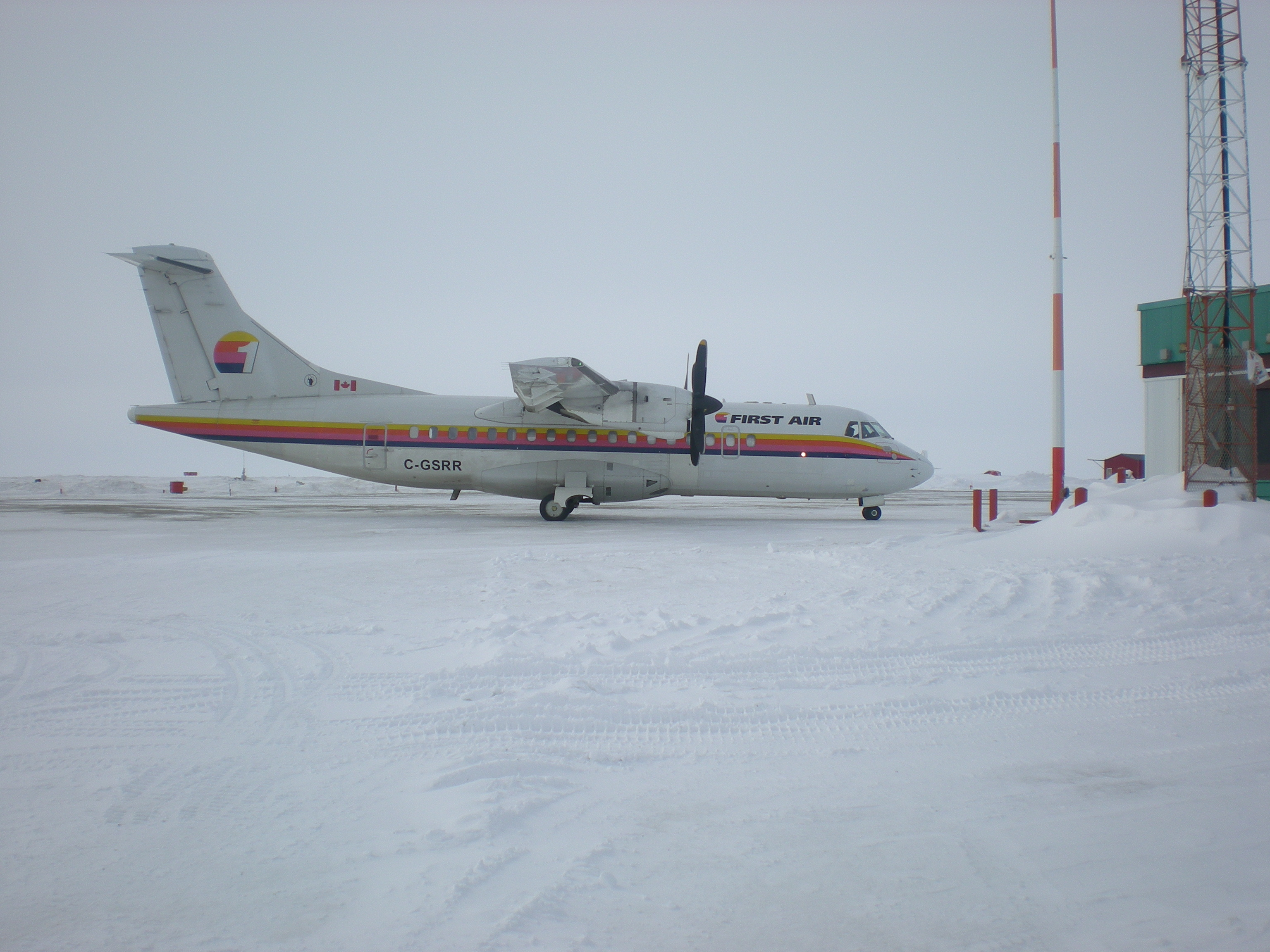
Un ATR 42 à l'aéroport de Cambridge Bay

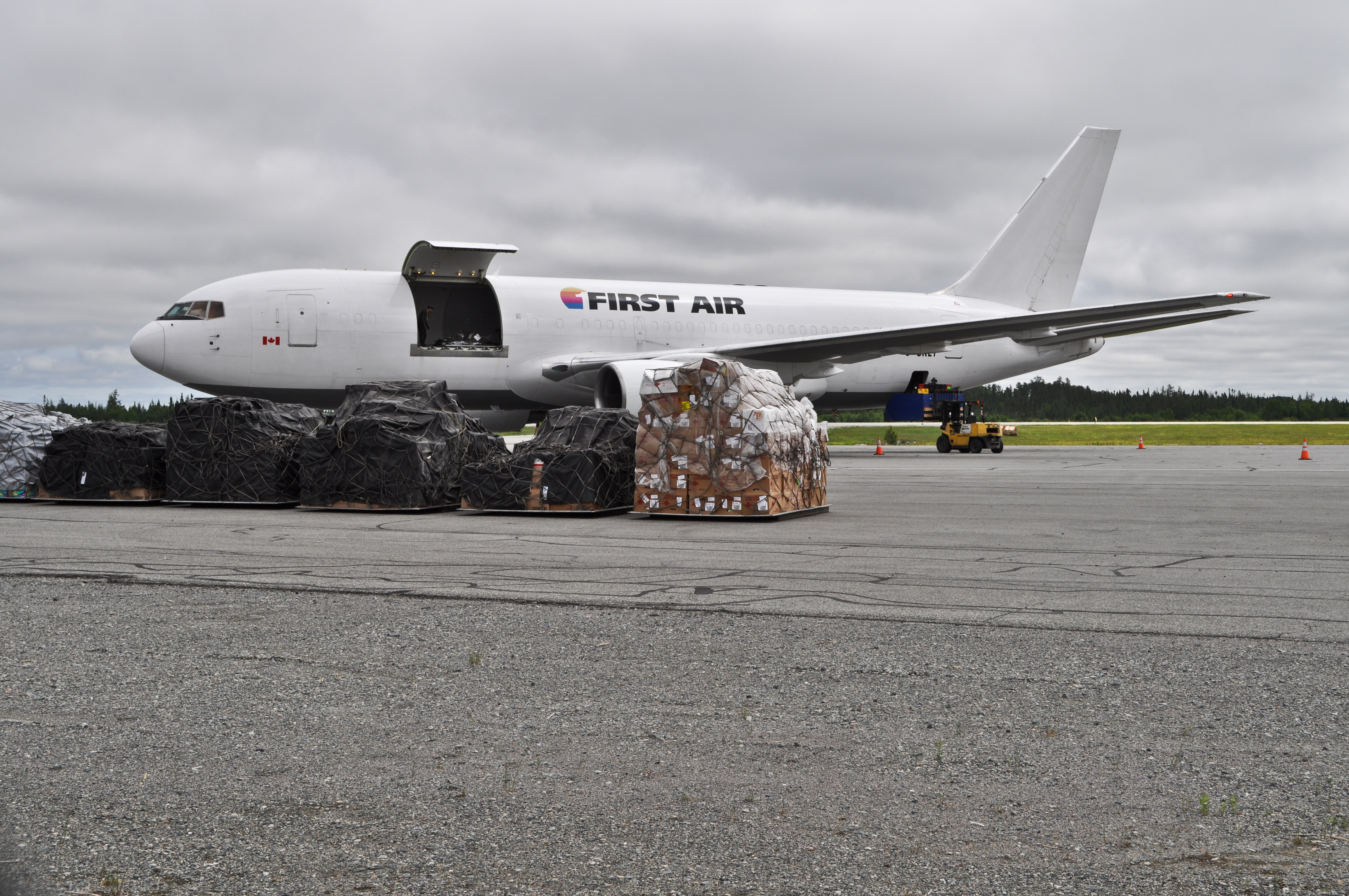
Un Boeing 767 de First Air à l'aéroport de Val-d'Or

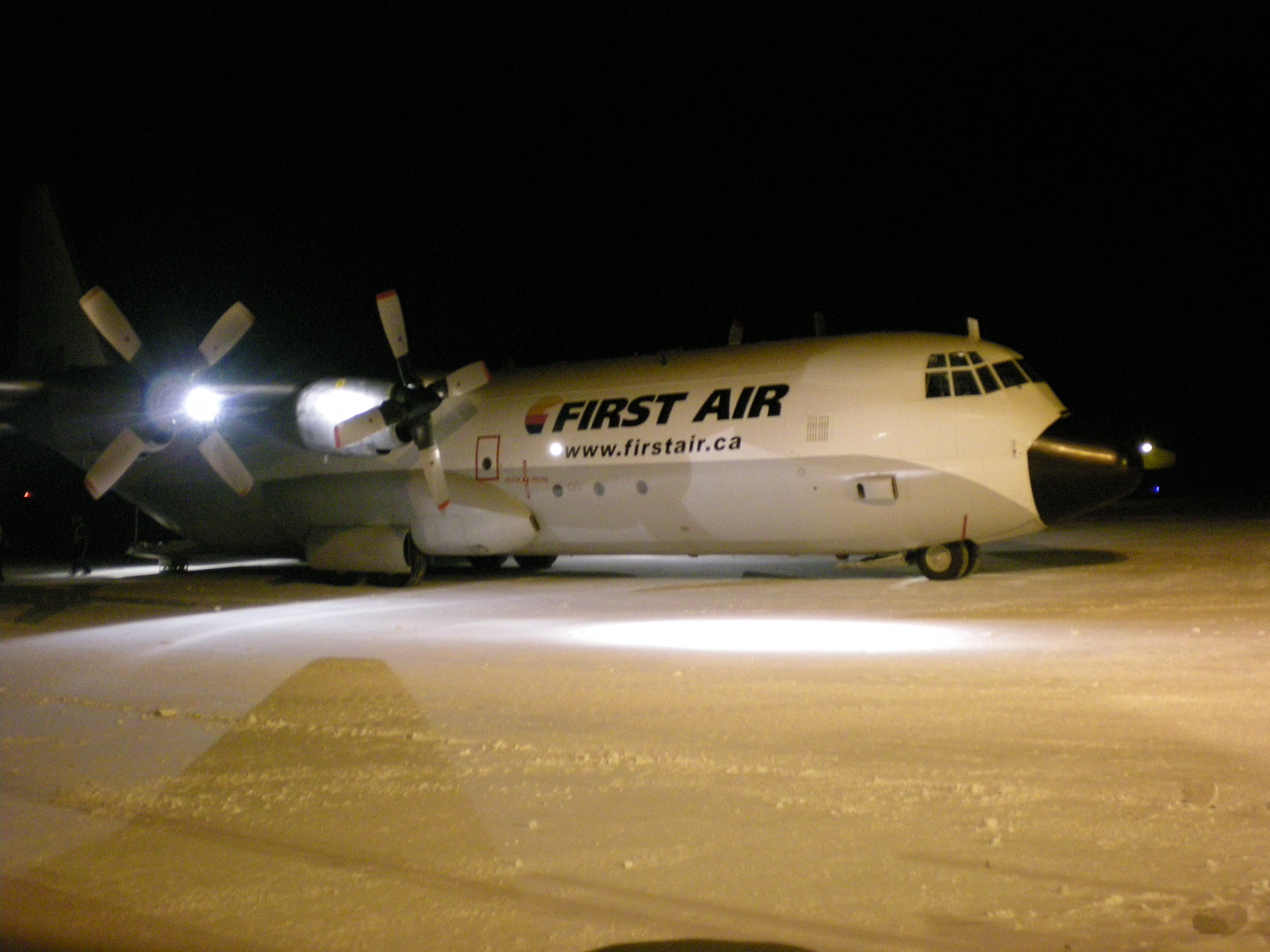
Un L-382G de First Air.

First Air opère vers les destinations suivantes :
- Alberta
  - Edmonton

- Manitoba
  - Winnipeg

- Northwest Territories
  - Fort Simpson
  - Hay River
  - Inuvik
  - Norman Wells
  - Ulukhaktok
  - Yellowknife Base

- Nunavut
  - Arctic Bay
  - Arviat
  - Baker Lake
  - Cambridge Bay
  - Cape Dorset
  - Chesterfield Inlet
  - Clyde River
  - Coral Harbour
  - Gjoa Haven
  - Hall Beach
  - Igloolik
  - Iqaluit Base
  - Kimmirut
  - Kugaaruk
  - Kugluktuk
  - Pangnirtung
  - Pond Inlet
  - Qikiqtarjuaq
  - Rankin Inlet
  - Repulse Bay
  - Resolute
  - Taloyoak
  - Whale Cove

- Ontario
  - Ottawa Base principale

- Québec
  - Kuujjuaq
  - Montréal

## Flotte
La flotte d’aéronefs de First Air est composée, en avril 2017, de,: 

## Accidents
- 20 août 2011, Vol 6560, un Boeing B-737-200 de First Air effectuant un vol charter en provenance de Yellowknife et à destination de Resolute, Nunavut s'est écrasé, tuant 12 personnes et en blessant 3[10],[11].